# Union Island
Union Island is een eiland dat behoort tot de groep Grenadines die weer horen bij het land Saint Vincent en de Grenadines in de Caraïbische Zee. Het ligt zo'n zeventig kilometer ten zuidwesten van het hoofdeiland Saint Vincent en vijftig kilometer ten noorden van Grenada.
Het eiland heeft zo'n drieduizend bewoners en beschikt over een eigen luchthaven.
Het eiland meet 4,5 bij 1,5 km. Het hoogste punt is Mount Taboi en ligt op 304 meter boven zeeniveau. Door haar steile vulkanische heuvels wordt het eiland ook wel het Tahiti van de Caraïben genoemd.
Union Island werd oorspronkelijk bevolkt door Arowakken en Caribenindianen. Hierna werd het door Frankrijk en later door Groot-Brittannië gekoloniseerd.

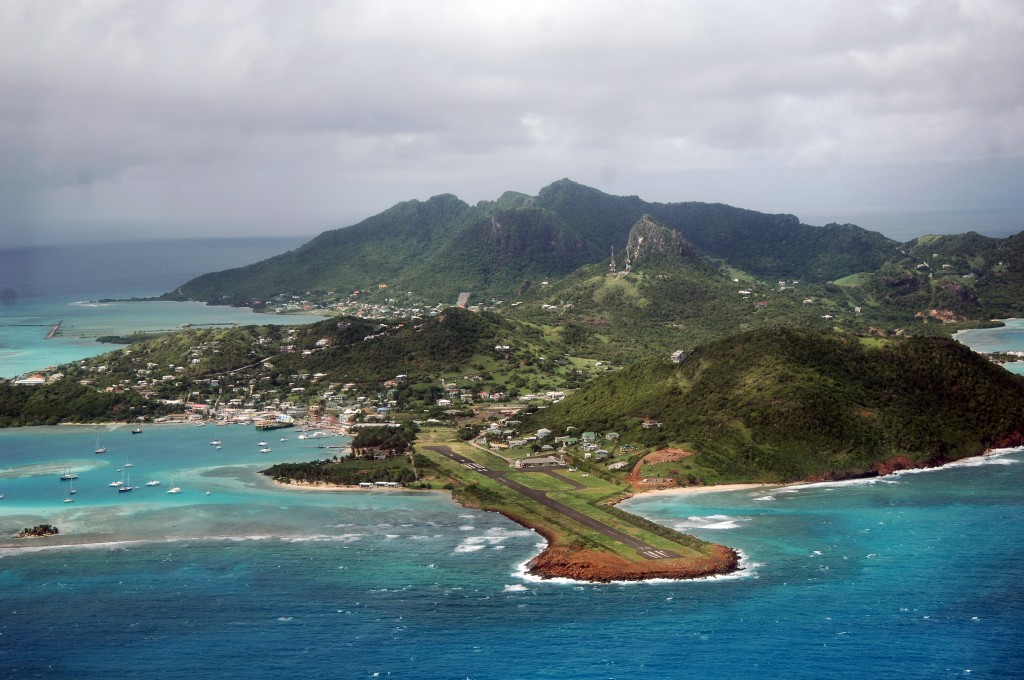
Union Island met op de voorgrond het vliegveld
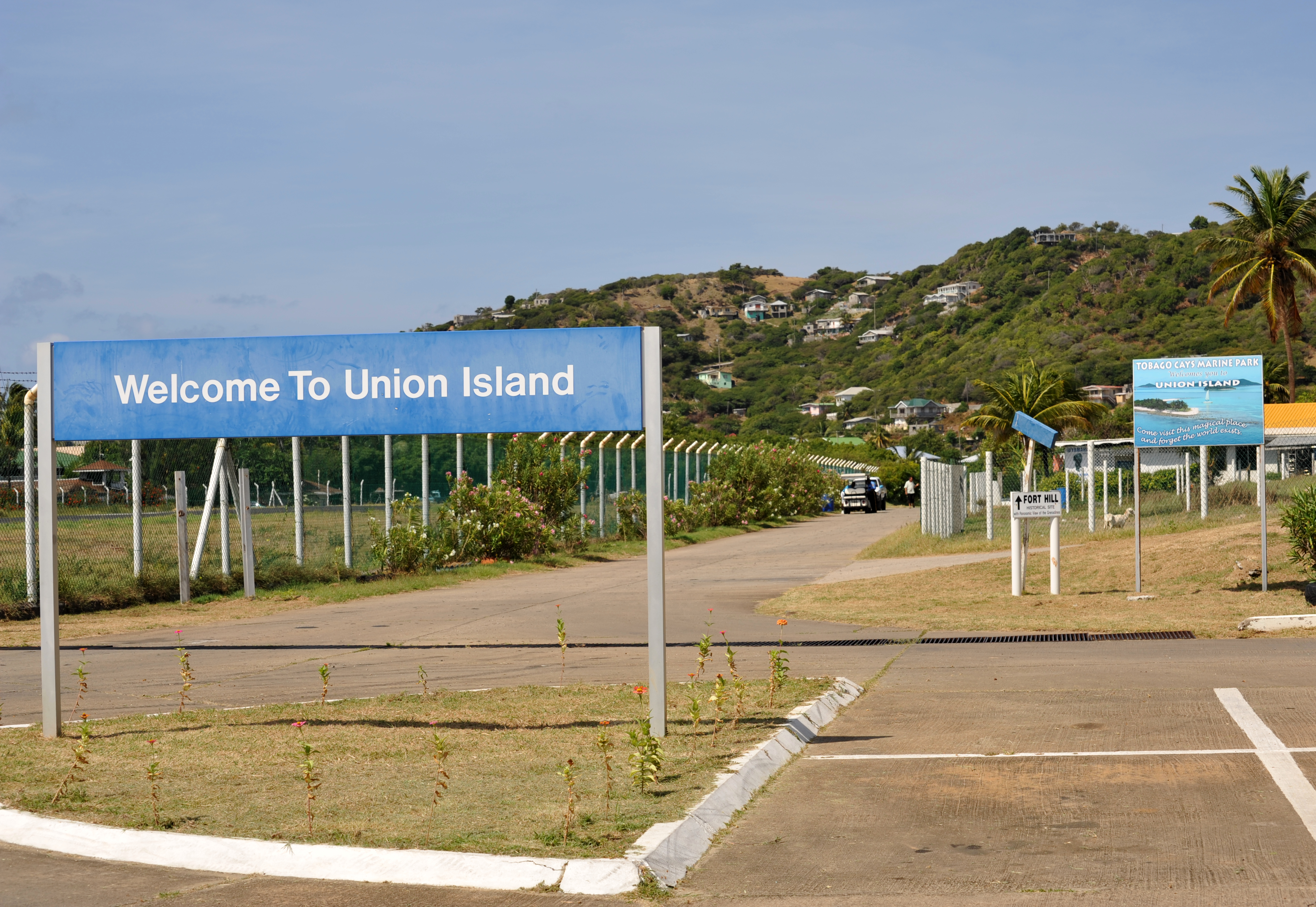
Union Island